# 花咲スポーツ公園硬式野球場
花咲スポーツ公園硬式野球場（はなさきスポーツこうえんこうしきやきゅうじょう）は、北海道旭川市の花咲スポーツ公園にある野球場である。通称スタルヒン球場。
北海道日本ハムファイターズの準本拠地であり、日本最北端のプロ野球一軍公式戦開催球場であり、北海道唯一の屋外ナイター開催球場でもある。

## 歴史
スタルヒン球場の前身は、1932年（昭和7年）に完成した旭川市営野球場であり、札幌税務監査局や大蔵省（当時）から一部用地買収し、旭川市街軌道とも一部用地交換して建設したスポーツ施設の1つである。
その後、施設の老朽化や市民の運動施設の要望に対応するため、公園に隣接している旭川競馬場跡地を買収して各種運動施設の拡張整備を図り、1984年（昭和59年）に改築した。改築に先立ち、旭川にゆかりのある元プロ野球選手のヴィクトル・スタルヒンに因んでスタルヒンと同期の旧制旭川中学校（後の北海道旭川東高等学校）野球部OBらが1978年末から旭川市長らに働きかけ、1982年（昭和57年）8月に日本国内初の人名付の球場名となる「スタルヒン球場」の愛称が決定、9月23日に命名式を行った。1991年（平成3年）に公園の名称を花咲スポーツ公園と改称したことに伴い、野球場の正式名称も花咲スポーツ公園硬式野球場となった。
2013年（平成25年）に夜間照明を設置してナイター試合が可能になり、北海道内初となるプロ野球の屋外ナイトゲームを開催した。
2022年（令和4年）10月、市制施行100年記念の野外音楽イベント「旭川100フェス」が開催された。芝生の上にはパネルが敷かれるなどの対策が講じられてはいたが、結果的に芝生が荒れてしまい復旧作業費1000万円以上、工期は2023年の春先まで要する結果となった。

## 施設
ホールには野球殿堂博物館（東京ドーム内）に所蔵している野球殿堂レリーフのレプリカを掲げられているほか、元プロ野球選手の星野伸之（旭川市出身）に関する展示コーナーを設けている。
- 開設期間：4月20日から10月20日
- 総面積：25,300 m²
- 内野スタンド（鉄筋コンクリート造地上2階建 面積6,429 m²）
  - 1階：事務室、大会本部室、役員室、会議室、審判室、選手控室（シャワー室）、ダッグアウト、グラウンドキーパー、ブルペン、医務室、発券所、身障者観覧室、便所（身障者用便所）、電気設備室、機械設備室、倉庫
  - 2階：売店、便所、水飲場、倉庫、バックネット（高さ9.1 m 長さ45.5 m）
- 外野スタンド（面積5,300 m²）
- バックスクリーン、スコアボード、ナイター設備

球場正面にあるスタルヒン像（本田明二作）

## 利用状況
プロ野球公式戦は、改築後の1984年から1986年・1995年と2000年に日本ハムファイターズ（当時）が年間1試合、ヤクルトスワローズ（当時）が1986年と1993年に1試合・1985年2試合連戦、横浜大洋ホエールズ・横浜ベイスターズ（当時）が1987年2試合連戦・1986年と1999年に1試合、1988年から1990年と1992年は読売ジャイアンツが北海道シリーズ3連戦の初戦を開催した。1994年にはオリックス・ブルーウェーブ（当時）が2試合連戦、阪神タイガースが1995年・1997年に1試合、千葉ロッテマリーンズが2000年に1試合を開催。
2004年に日本ハムが札幌ドームに本拠地を移転して北海道日本ハムファイターズとなった後は、2022年まで千代台公園野球場（オーシャンスタジアム）、釧路市民球場、帯広の森野球場とともに主催試合を開催した。当初は旭川での主催試合を隔年で開催していく予定であったが、地域密着を推し進めるために2006年から2022年までは毎年開催していた（2020年を除く。詳細は後述）。2009年以降は2試合（連戦）開催となったが、2013年と2014年は4試合（2連戦を2カード）、2015年は3試合（2カード）を開催している。なお、本拠地をエスコンフィールドHOKKAIDOに移転した2023年以降は一軍の公式戦は行われておらず、代わりに二軍の公式戦が組まれている。なお、2004年以降、北海道日本ハムファイターズ以外では読売ジャイアンツが2008年と2009年に主催試合を開催している（対戦相手はそれぞれ中日ドラゴンズ、広島東洋カープ）。
大学野球は札幌以外の地区にある大学で構成される北海道学生野球連盟『北海道六大学野球リーグ』の試合会場の1つになっている。高校野球は、2000年から正式に北北海道地区のメイン球場になっており、『全国高等学校野球選手権北北海道大会』を開催している。2015年には『秋季高校野球北海道大会』のメイン会場として使用した。
2023年より北海道ベースボールリーグのリーグ戦に参加した旭川ビースターズは、当球場を試合開催会場の一つとした。2023年度の日程では2試合が予定され、日程の変更により3試合が実施された。2024年の日程では1試合が予定され、実際に開催された。また、北海道フロンティアリーグのKAMIKAWA・士別サムライブレイズが初めて公式戦2試合（ダブルヘッダー）を日程に組み、実際に開催された。
冬季はレフト側外野スタンドのフェンスを取り外し、スタンドの傾斜を利用した「ちびっこスキー場」を開設している。

### 北海道日本ハムファイターズ主催一軍公式戦
※開催日と対戦相手、観客動員数（2004年は主催者側の判断による概数。2005年以降はチケットの発券枚数による実数）
- 2004年6月19日、対西武ライオンズ戦、25,000人[要出典]
- 2006年5月28日、対東京ヤクルトスワローズ戦（セ・パ交流戦[注 3]）、22,635人[25]
- 2007年9月1日、対福岡ソフトバンクホークス戦、24,088人[26]
- 2008年8月24日、対埼玉西武ライオンズ戦、22,583人[27]
- 2009年8月18日、対東北楽天ゴールデンイーグルス戦（19日の試合は雨天中止）、15,105人[28]
- 2010年8月3日・4日、対福岡ソフトバンクホークス戦、17,158人、15,311人[29]
- 2011年7月9日・10日、対東北楽天ゴールデンイーグルス戦、24,272人、24,134人[30]
- 2012年8月21日・22日、対オリックス・バファローズ戦、16,320人、14,164人[31]
- 2013年6月2日・3日、対横浜DeNAベイスターズ戦（セ・パ交流戦）、24,274人、15,555人[10][32] - 本球場初のナイトゲーム。
- 2013年8月13日・14日、対オリックス・バファローズ戦、20,894人、18,717人[33]
- 2014年7月15日・16日、対埼玉西武ライオンズ戦、16,820人、20,320人[34]
- 2014年8月20日、対東北楽天ゴールデンイーグルス戦（19日の試合は雨天中止）、16,942人[35]
- 2015年6月23日・24日、対千葉ロッテマリーンズ戦、19,249人、21,588人[36]
- 2015年9月8日、対福岡ソフトバンクホークス戦、24,587人[37]
- 2016年6月7日、対広島東洋カープ戦（セ・パ交流戦）、16,127人[38]
- 2017年8月30日、対福岡ソフトバンクホークス戦（29日の試合は雨天中止）、15,111人[39]
- 2018年9月4日・5日、対埼玉西武ライオンズ戦、15,072人[40]、13,289人[41]
- 2019年8月8日、対オリックス・バファローズ戦、15,395人[42]
- 2019年9月16日、対福岡ソフトバンクホークス戦、15,182人[43]
- 2021年7月6日・7日、対埼玉西武ライオンズ戦、3,495人、3,367人
- 2022年8月2日、対福岡ソフトバンクホークス戦、13,046人[44]

## アクセス
- 北海道旅客鉄道（JR北海道）旭川駅から約4 km（車で約10分）
- 旭川電気軌道・道北バス「北高前」バス停下車 徒歩1分